# Syncentrum

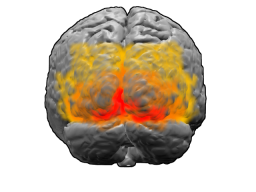
Hjärnan sedd bakifrån. Röd = Brodmanns area 17 (primära syncentret); orange = area 18; gul = area 19

Syncentrum (primära synbarken) är en del av den bakre delen av storhjärnan där information från synnerven bearbetas och klassificeras efter färg, form och rörelse för att sedan skickas vidare till övriga synområden i hjärnan varpå informationen omvandlas till upplevda sinnesintryck. Det primära syncentrat (V1) är anatomiskt ekvivalent med Brodmanns Area 17 (BA17) som är ett histologiskt område ursprungligt klassificerat av den tyske neurologen Korbinian Brodmann, som baserade sina studier på undersökningar av primater i slutet av 1800-talet. Numera används andra hjärnavbildningsmetoder, fMRI till exempel, som möjliggör en helt annan, för människan ny insyn i den mänskliga hjärnan.

## Introduktion
De strukturer i nackloben (occipitala loben), som är kopplade till synen i första hand, är blott början på de visuella processerna i hjärnan, för visuella intryck är väsentliga delar av den neurala aktiviteten i både tinning-, hjäss och pannloben. Den mångfacetterade visuella informationen som primärt når nackloben organiseras i synbarkens primära, sekundära och tertiära områden (V1-V5) och skickas vidare till de övriga delarna av hjärnan genom två huvudflöden: det ventrala flödet (för nedan) in i tinningloben (temporalloben) ansvarar för igenkänning av objekt och det dorsala flödet (för ovan), som går in i hjässloben (parietalloben) och går fram längs centralfåran, ansvarar för de rörliga synintrycken. Hanteringen av färgseendet som genomsyrar stora delar av nackloben (V1, V2, V4, V8) har nyligen visat sig vara en integrerad och avgörande del i avläsning av visuellt djup, positioner, rörelser och objektstrukturer.
Synen börjar i V1 som har multipla funktioner och fortsätter sedan i alltmer specialiserade kortikala områden.

## Primära synbarken (V1)
Primära synbarken V1 är lokaliserat i den bakre, mediala delen av occipitalloben i hjärnbarkens bakre del och betraktas som den visuella barkytan dit synintrycken når först. Barken består av 6 olika lager med olika typer av neurala nätverk. V1 är den mest ursprungliga delen av synbarken och tar emot synprojektioner från laterala knäkroppen i thalamus. Då den primära synbarken är randig i tvärsnitt benämns den ibland striatala cortex (av lat. striatus, 'randig'). En annan benämning är område 17, enligt Brodmanns indelning och klassifikation av hjärnan.

### Funktion
V1 gör en retinotopisk kartläggning av synfältet vilket innebär att den fångar upp de retningar som finns i ögats näthinna och fungerar som en karta över den. Varje del av näthinnan representeras punkt för punkt i V1 och således finns en bestämd lägesrelation mellan näthinnan och primära synbarken.
Varje enskilt neuron i synbarken ger respons på en viss del av synfältet och detta sker genom att neuronets receptiva fält agerar mottagare. Dessa receptorer är mycket små och reagerar enbart på mikroskopiska avsnitt av det ljus som fångas upp av näthinnan. De små receptiva fälten är en förutsättning för den detaljrikedom som synfältet erbjuder vad gäller lokalisering och skarpseende. Likväl som gula fläcken (makula) i centrum av näthinnan representerar det skarpaste och mest centrala seendet så är centrum av V1 en representation av gula fläcken där skarpseendet alltså återges. Dock täcker detta område endast cirka två procent av näthinnans totala yta medan det upptar cirka hälften av det motsvarande barkområdet i V1. Orsaken till detta är det stora antal neuron som krävs i synbarken för att kunna hantera all den information som dessa synintryck ger. Vidare representeras de yttre delarna av synfältet av de perifera delarna av V1 där dessa regioner också ger en mer översiktlig och mindre skarp bild av synfältet än den centrala delen.
Den minutiösa analys som den primära synbarkens neurons receptorer gör av den visuella informationen från näthinnan identifierar ständigt upprepad data som är relevant för en mängd olika visuella funktioner, till exempel läge, form, färg och rörelse och som justeras och uppdateras kontinuerligt för att ta in komplexiteten i vår omgivning.
Området V1, tillsammans med nästa område i synfältshierarkin V2, är funktionellt heterogent och behandlar färg, form och rörelser simultant. Detta skiljer dessa områden från V3, V4 och V5 som alla är specialiserade inom ett av dessa områden. V1 verkar, även om det är en förenklad bild, fungera ungefär som en brevlåda som samlar ihop överskådlig information innan den packas vidare; från V1 och V2 flödar tre parallella banor; dorsala, mediala, och ventrala, som för vidare olika typer av visuell information. Informationen som rör föremåls form i rörelse förflyttar sig till område V3 inåt i occipitalloben, den information som huvudsakligen rör färg och till viss del form rör sig vidare till området V4 i nedre delen av occipitallobens mediala sida och informationen som rör rörelser söker sig till område V5 på lobens utsida som ligger i anslutning till temporalloben.
Cellerna i  V1 delas in i simpla celler och komplexa celler. Strukturen på dessa celler utvecklas i takt med vilka typer av former som vi igenom våra liv har introducerats för; det kan till exempel vara skillnad på cellformationen i V1 hos en människa som är uppvuxen i skogen jämfört med en annan som är uppvuxen i staden. Hubel och Wiesel var de första upptäcka att cellerna i V1 är organiserade i vackra sammanhängande strukturer var orientering av cellerna sammanhängande dynamisk.

### Skador på V1
Områdena V3, V4 och V5 är alltså beroende av att få sin information förmedlad från V1 vilket gör att skador på den primära synbarken får allvarliga följder på hela synförmågan. Dock finns exempel på personer som har drabbats av sådana skador och tycker sig vara blinda där de ändå uppvisat reaktioner på visuella stimuli utan att personen i fråga har varit medveten om dem. Ett exempel på detta är omedvetna reaktioner på rörelser där hypotesen är att V3 självständigt kan ta upp och göra den typen av information meningsfull.

## V2
Sekundära synområdet V2 speglar syninformationen bokstavligen från V1. V2 är en anatomiskt heterogen struktur och delar många funktioner med V1, har en substans som är randig. Detta upptäcktes av att strukturen blev färgad med cytochrome oxid och vävnaden blev synlig. Tunna ränder är delaktiga i färgperception och de grövre och blekare ränderna står för form respektive rörelse. Området har nära kopplingar till resten av de sekundära och tertiära specialområdena för synen.

## V3
Detta område tar emot inkommande dynamisk information från de grövre ränderna i V2 (rörliga objekt). Enbart nedre delen av synfältet är representerad i V2 - den övre delen representeras i VP (ventral posterior). Cellerna i V3 är mest upptagna med rörlig form, förståelse för rumsliga upplevelser av djup. Relativt få av cellerna i V3 är känsliga för färger.

## V4 och V8
Huvudfunktionen är färg. Semir Zeki var den förste neuropsykologiske forskaren som hittade detta avgörande specialområde. Personer med skador i V4 skulle i princip kunna se och tänka enbart i gråskalor. Färgseendet hos människor är unikt och det har nu visat sig ha stor betydelse för visuellt djup, positionering, rörelser och objektstrukturer. För primater kan förmågan att urskilja en gul banan i jungeln ha varit en nödvändighet för överlevnad. En liknande evolutionsteoretisk aspekt kan också kopplas till människans unika färgförståelse. Katter och hundar, som inte ser färger med den komplexitet och variation som människor gör, har också sämre syn i helhet.

## V5/MT
De flesta cellerna i V5 är inställda på att styra vissa ögonrörelser och många forskare tycks vara överens om att området är tätt förknippad med avläsning av bildrörelser. Semir Zeki och hans forskarteam tror dessutom att vissa synintryck till och med kommer till V5 innan de når primära synbarken. V5 har en lång rad förbindelser till andra kortikala och subkortikala nätverk.
Skador i V5 kan orsaka funktionsnedsättning av ögonrörelser.